# Fehérorrú koati
A fehérorrú koati vagy fehérorrú ormányosmedve (Nasua narica) az emlősök (Mammalia) osztályának ragadozók (Carnivora) rendjébe, ezen belül a mosómedvefélék (Procyonidae) családjába tartozó faj.

## Előfordulása
Az Amerikai Egyesült Államok déli részén, valamint Mexikó, Costa Rica, Honduras, Salvador, Guatemala, Nicaragua, Panama és Belize, valamint Kolumbia legészaknyugatibb területén honos.

## Alfajai
- Nasua narica molaris Merriam, 1902
- Nasua narica narica (Linnaeus, 1766)
- cozumel-szigeti ormányosmedve (Nasua narica nelsoni) Merriam, 1901 – egy ideig megpróbálták önálló fajként számontartani; azonban alakban és méretben alig különbözik a kontinentális fehérorrú törzsalfajtól[1][2][3]
- Nasua narica yucatanica J. A. Allen, 1904

## Megjelenése
Nagysága és általános színe az ormányos medvére emlékeztet. Az orrától a farka végéig körülbelül 110 centiméter hosszú, átlagos testtömege 4-6 kilogramm közötti; azonban a legkisebb nőstények 2,5 kilogrammosak, míg a legnagyobb hímek elérhetik a 12,2 kilogrammot is. Bundájának felső része világosabb, vagy sötétebb szürkésbarna, a szerint, hogy miképpen érvényesül a szőrszálak hegyének világos színe. Szeme felett és alatt egy-egy fehér folt, egy a szem felett kezdődő és orr hegyéig húzódó csík, továbbá az orr hegye felül és alul sárgásfehér, nyaka oldalt és a torok valamivel sötétebb, a test alsó felének többi része barnás színű, a lábak határozottan barnák, fülkagylói belül és végükön világos fakósárgák. A fark gyűrűzöttsége néha egészen elmosódott. Ennek az állatnak 40 darab foga van; a fogképlete a következő: {\displaystyle {\tfrac {3.1.4.2}{3.1.4.2}}}.
|  |

## Életmódja
Csapatban élő, nappali állat. Minden elérhető állati és növényi táplálékot elfogyaszt. Megeszi a rovarokat és ezek lárváit, a férgeket és a csigákat. Érzékszervei közül kétségkívül a szaglás a legfejlettebb, ezután a hallás következik; látása, ízlelése és tapintása aránylag gyengén fejlett.

## Állatkerti állományai
A fehérorrú ormányosmedve régebben jóval gyakoribb volt az európai állatkertekben, manapság közeli rokona, az ormányos medve a gyakoribb.
A magyar állatkertekben tartott állatok az európai állomány kb. harmadát képviselik. Hazánkban tartják a Nyíregyházi Állatparkban, a Miskolci Állatkertben és a Kecskeméti Vadaskertben.

### Fordítás
- Ez a szócikk részben vagy egészben  a   White-nosed coati című angol Wikipédia-szócikk ezen változatának fordításán alapul.  Az eredeti cikk szerkesztőit annak laptörténete sorolja fel. Ez a jelzés csupán a megfogalmazás eredetét és a szerzői jogokat jelzi, nem szolgál a cikkben szereplő információk forrásmegjelöléseként.